# 村岡ユウ
村岡 ユウ（むらおか ユウ）は、日本の漫画家、イラストレーター。山口県出身。妻は同じく漫画家の町田とし子。

## 略歴
- 広島大学在学中からイラストレーターとして活動開始。
- 2004年、ヤングマガジン月間新人漫画賞で『チキンマン』が佳作を受賞。『別冊ヤングマガジン』No.7に『ゴリラブ』が掲載されデビュー。
- 2005年、第53回ちばてつや賞ヤング部門にて『モエ系』が準大賞を受賞。第54回ヤングジャンプ月例MANGAグランプリにて『キモヲタ』が準優秀賞を受賞。
- 2010年、『週刊ヤングジャンプ』にて「馬鹿者のすべて』を連載開始[3]。
- 2012年、『ビッグコミックスピリッツ』19号より『むねあつ』を連載開始[4]。
- 2013年、『週刊少年チャンピオン』38号より『ウチコミ!!』を連載開始[5]。
- 2016年、『週刊少年チャンピオン』12号より『ヴィジランテ』の短期集中連載を開始[6]。
- 2018年、『週刊少年チャンピオン』47号より『もういっぽん!』を連載開始[7]。2021年7月、同作のテレビアニメ化が発表される[8]。
- 2025年、『チャンピオンBUZZ』Vol.17より『放課後ファンタジー』を連載開始[9]。

## 作品リスト

### 連載
- 馬鹿者のすべて（『週刊ヤングジャンプ』2010年No.23[3] - 2011年No.15[10]、全4巻）
- むねあつ（『ビッグコミックスピリッツ』2012年19号[4] - 28号、全1巻）
- 葬送-母校が遺体安置所になった日-（『エレガンスイブ』2013年3月号[11] - 5月号、原作：石井光太、全1巻） - 短期集中連載[11]。
- ウチコミ!!（『週刊少年チャンピオン』2013年38号[5] - 2015年1号、全7巻）
- やわらか（『週刊漫画ゴラク』 - 2015年4月3日号[12]、不定期連載、全1巻）
- ヴィジランテ（『週刊少年チャンピオン』2016年12号[6] - 15号、全1巻［電子書籍のみ］） - 短期集中連載[6]。
- サクラセブンズ〜女子7人制ラグビー日本代表、リオへの軌跡〜（『WEBコミックアクション』2016年、原作：工藤晋、全1巻[13]）
- もういっぽん!（『週刊少年チャンピオン』2018年47号[7] - 2023年17号[14]→『マンガクロス』2023年4月6日[15] - 2024年4月18日→『チャンピオンクロス』[注 1]2024年4月25日 - 5月16日、全30巻）
- 放課後ファンタジー（『チャンピオンBUZZ』Vol.17[9] - ）

### 短編・読み切り
- ゴリラブ（『別冊ヤングマガジン』2004年No.7）※「村岡優」名義
- モエ系（『別冊ヤングマガジン』2005年No.13）※「村岡優」名義
- キモヲタ（『週刊ヤングジャンプ』2006年No.12、2007年No.13）※「村岡優」名義
- 宇宙企画（『週刊ヤングマガジン』2007年No.52、2008年No.9、同年No.12、同年No.15、『別冊ヤングマガジン』2008年No.26）※「村岡優」名義
- シマヲタ（『ヤングジャンプ増刊漫革ルーキーズ』2006年No.12、2007年No.13）※「村岡優」名義
- サエキング（『月刊ヤングジャンプ』2008年12月号）
- 殴り愛（『ヤングキングα 新不良聖書』、2011年）
- Real Range（『ヤングキング』2011年22号[16]）
- 夢子 ロマンDAYS（『プリンセスGOLD』2015年9月号、「少女漫画ギャグ&コメディ祭」企画[17]）
- ダブルピース（『週刊少年チャンピオン』2024年36＋37号）

### その他
- なかむらみつのり『びんぼうまんが家!都内で月3万円の3DKに住んでます』（2013年5月15日発売[18]） - ゲスト寄稿[18]
- 『週刊少年チャンピオン』創刊50周年記念祝福コメント寄稿（『週刊少年チャンピオン』2019年33号[19]）
- 刃牙シリーズ30周年記念企画お祝いイラスト（『週刊少年チャンピオン』2021年44号[20]）

## 活動
- 2011年4月7日と5月12日、ニコニコ生放送にて配信の番組「漫画家だらけのハッピーアワー」に出演[21][22]。
- 2012年7月15日、東京・科学技術館にて開催されたのTシャツ直売イベント「Tシャツ・ラブ・サミット Vol.20“スパーク”」で似顔絵ブースに参加[23]。